# Uperoleia inundata
Uperoleia inundata és una espècie de granota que viu a Austràlia.